# Aterballetto

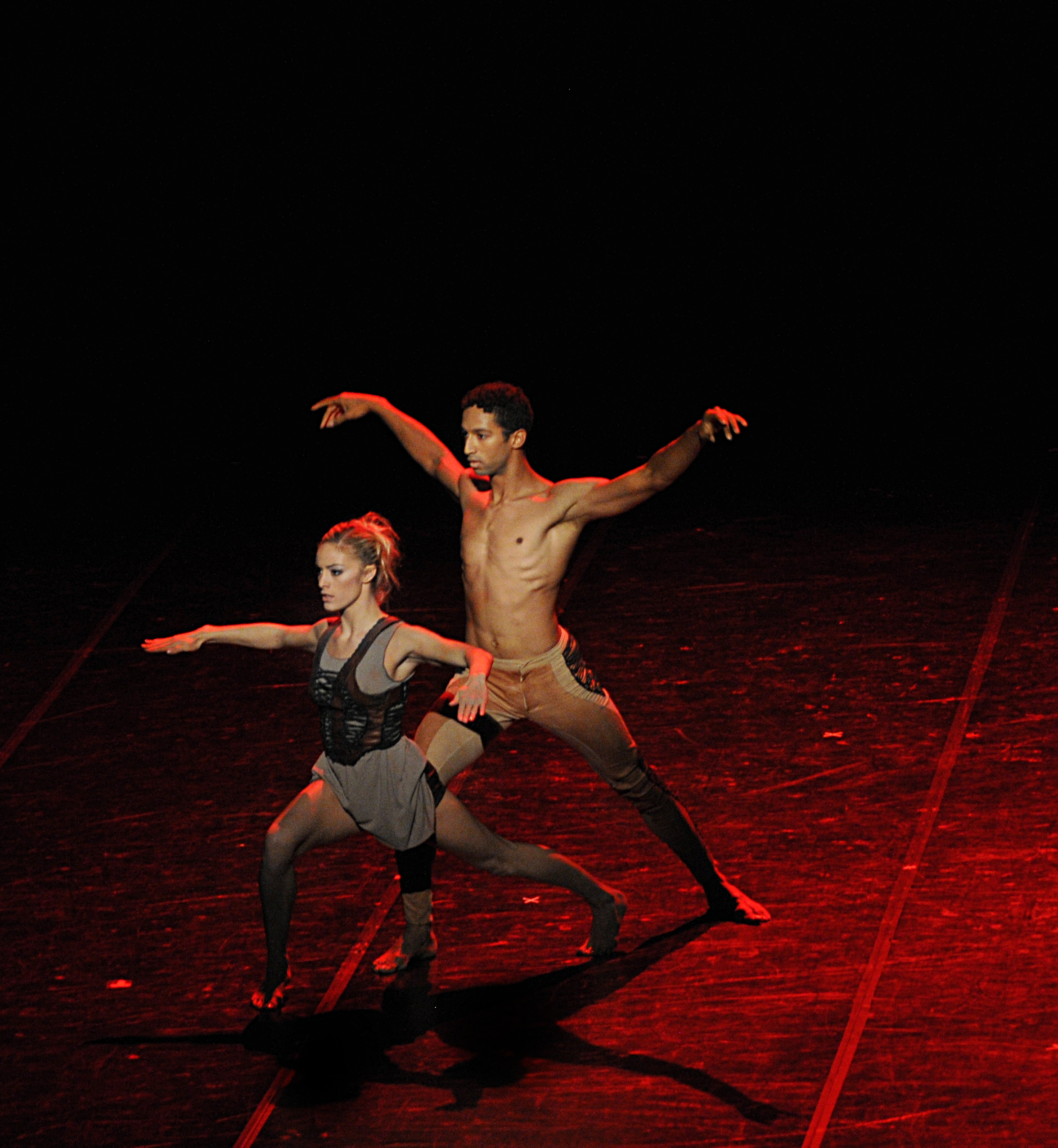
Le sacre, Aterballetto, 2012

Aterballetto ist eine italienische Ballettkompanie.

## Geschichte
Zur Saison 1977/1978 wurde die Compagnia di Balletto dell’Associazione Teatri Emilia-Romagna gegründet. Als Direktor wurde Vittorio Biagi ernannt. 1979 änderte die Kompanie ihren Namen in Aterballetto. Von 1979 bis 1997 leitete Amedeo Amodio das künstlerische Programm. Sein Nachfolger war bis 2007 Mauro Bigonzetti. 2003 wurde Aterballetto als nationale Stiftung Fondazione Nazionale della Danza / Aterballetto etabliert. Von 2008 bis 2017 leiteten Cristina Bozzolini als künstlerische Direktorin und Giovanni Ottolini als Generaldirektor die Geschicke der Kompanie. Seit 2017 ist Gigi Cristoforetti die Generaldirektorin (Stand April 1025). Seit 2002 firmiert Aterballetto als Centro Coreografico Nazionale.

## Programm

### Anspruch
Das Aterballetto folgt einem experimentellen und interdisziplinären Anspruch. Es fördert die Vereinigung von Tanz, Video, bildender Kunst, Fotografie, Livemusik und Theater. Es präsentiert Arbeiten internationaler Choreografen und fördert junge Talente. Unter anderem waren Choreografien von Mauro Bigonzetti, Michele Di Stefano, Andonis Foniadakis, William Forsythe, Johan Inger, Jiří Kylián, Cristiana Morganti, Jiří Pokorny, Cristina Rizzo, Hofesh Shechter, Giuseppe Spota und Marcos Morau zu sehen.

### Produktionen (Auswahl)
| Jahr | Titel                              | Leitung / Choreografie | Musik                       |
| ---- | ---------------------------------- | ---------------------- | --------------------------- |
| 1980 | Consecutio Temporum                | Amedeo Amodio          | Benjamin Britten            |
| 1982 | Histoire du Soldat                 | Amedeo Amodio          | Igor Strawinsky             |
| 1983 | Là ci darem la mano                | Amedeo Amodio          | gemischt                    |
| 1984 | Pulcinella                         | Amedeo Amodio          | Igor Strawinsky             |
| 1985 | Naturale                           | Amedeo Amodio          | Luciano Berio               |
| 1987 | Romeo e Giulietta                  | Amedeo Amodio          | Hector Berlioz              |
| 1989 | Lo Schiaccianoci                   | Amedeo Amodio          | Piotr Tschaikowski          |
| 1990 | Il cappello a tre punte            | Amedeo Amodio          | Manuel de Falla             |
| 1992 | Coppélia                           | Mauro Bigonzetti       | Léo Delibes                 |
| 1993 | Sogno di una notte di mezza estate | Amedeo Amodio          | Felix Mendelssohn Bartholdy |
| 1995 | Carmen                             | Mauro Bigonzetti       | Georges Bizet               |
| 1998 | Comoedia                           | Mauro Bigonzetti       | Bruno Moretti               |
| 2000 | Closed Hands                       | Mauro Bigonzetti       | Nils Petter Molvær          |
| 2002 | Les Noces                          | Mauro Bigonzetti       | Igor Strawinsky             |
| 2005 | WAM                                | Mauro Bigonzetti       | Wolfgang Amadeus Mozart     |
| 2006 | Chant Pastoral                     | Adrien Boissonnet      | Claude Debussy              |
| 2016 | Bliss                              | Johan Inger            | Keith Jarrett               |
| 2024 | Notte Morricone                    | Marcos Morau           | Ennio Morricone             |